# Морі Діав
Морі Діав (фр. Mory Diaw, нар. 22 червня 1993, Пуассі) — сенегальський футболіст, воротар французького клубу «Клермон» та національної збірної Сенегалу.

## Клубна кар'єра
Народився 22 червня 1993 року в місті Пуассі. Вихованець футбольної школи клубу «Парі Сен-Жермен». З 2012 року виступав за резервну команду парижан, в якій провів три сезони, взявши участь у 32 матчах аматорського чемпіонату Франції.
Влітку 2005 року Морі вирішив поїхати за кордон і підписав контракт з клубом другого дивізіону Португалії «Мафра». Він взяв участь у 17 матчах чемпіонату, але клуб вилетів до третього дивізіону, після чого він приєднався до болгарського «Локомотива» (Пловдив), але пробув там лише півроку і надалі майже два роки залишався без клубу.
З початку 2019 року у четвертому швейцарському дивізіоні за «Юнайтед Цюрих», де добре себе проявив, що дозволило йому підписати контракт з «Лозанною» . У своєму першому сезоні в «Лозанні» він був дублером Томаса Кастелли і провів п'ять ігор у Челлендж-лізі, а команда вийшла до Суперліги. У наступному сезоні він виграв місце в основі у Кастелли і провів 34 гри у вищій лізі Швейцарії, а у сезоні 2021/22 зіграв 27 ігор у чемпіонаті, але команда посіла останнє місце і вилетіла з еліти.
Після цього Діав повернувся до Франції 14 червня 2022 року, підписавши з клубом Ліги 1 «Клермон» дворічний контракт з опцією продовження ще на рік. Станом на 7 жовтня 2023 року відіграв за команду з міста Клермон-Ферран 44 матчі в національному чемпіонаті.

## Виступи за збірну
21 червня 2023 року дебютував в офіційних матчах у складі національної збірної Сенегалу в товариській грі проти Бразилії (4:2). У грудні 2023 року він був включений до складу збірної Сенегалу на перенесений Кубок африканських націй 2023 року, який проходив у Кот-д'Івуарі.
| Дата      | Місто   | Господарі | Результат | Гості   | Турнір           | Голи | Примітки |
| --------- | ------- | --------- | --------- | ------- | ---------------- | ---- | -------- |
| 20-6-2023 | Лісабон | Бразилія  | 2 – 4     | Сенегал | товариський матч | -2   |          |
| Усього    |         | Матчів    | 1         |         | Голів            | -2   |          |